# Храм Святого Пророка Илии (Можайск)
Храм Святого Ильи Пророка в Ильинской слободе — православный храм Одинцовской епархии, расположенный в городе Можайск, деревня Ильинская Слобода. Храм был построен между 1846 и 1852 годами по проекту Александра Михайловича Шестакова на средства Максима Ивановича Хлебникова (предок Дисана Хлебникова, см. Городская усадьба Хлебникова). Построен в стиле эклектики.

## История

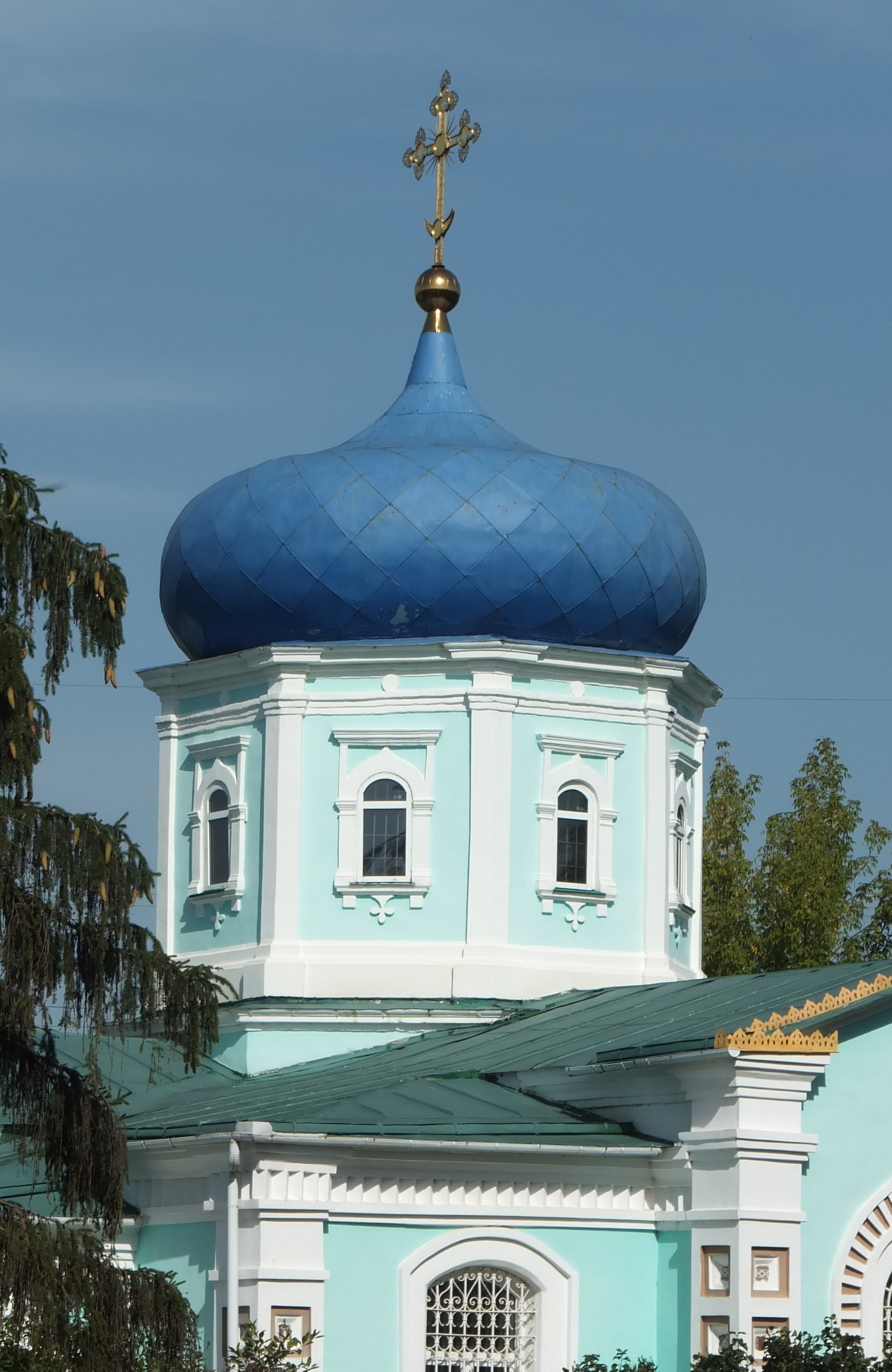
Синий купол храма

Впервые храм был упомянут в конце XVI века, как деревянная церквушка с тем же посвящением, после сгоревшая при невыясненных обстоятельствах. В 1629 году здесь имелось «место под церковь и под могилы», а на церковной земле проживали «поп Василий Макаров и дьячок Иванко Тихонов». В 1653 году церковь ещё не была восстановлена, летопись гласит: «место, что была церковь святого пpopoкa Илии на посаде, пустошь, что был погост Ильинский», а к 1705 году была возведена «Лужецкого монастыря Ильинская слобода, что под городом, а в ней церковь Илии пророка деревянная».
По словам историка В. И. Холмогорова, деревянная церковь, будучи на пути армии Наполеона I Бонапарта, была сожжена в 1812 году. Местные жители успели вынести храмовые иконы, которые были помещены в нововозведенную часовню на пепелище. Более 30 лет на территории Ильинской Слободы не было возведено никакого сооружения для часовни, это и навеяло мещаника Максима Ивановича Хлебникова на мысль о заложении новой церкви из камня в 1846 году. Был приглашен русский архитектор Александр Шестаков, разработавший и создавший нынешний храм Святого пророка Илии. В 1852 году храм был освящен, как кладбищенская церковь, надзор за которой осуществлялся настоятелем Лужецкого монастыря.
После возведения храма в 1852 году, в нём пребывали на службе 3 человека: священник, дьяк и пономарь. Каждому из них помещик Хлебников устроил дома и одарил капиталом в размере 1000 рублей серебром. Обстановка храма была: "холодной, в нём пол кирпичный и на насыпной земле: то с разрешения покойнаго митрополита Филарета в 1859 году сделан теплым и устроен в храме пол штучный из досок, а в 1862 году предалтарный иконостас, вначале подбронзированный; по ветхости, согласно прежнему рисунку был исправлен, весь вновь вызолочен и покрыт колером малинового цвета.
В церковной рукописи 1868—1877 годов хранятся следующие строки, посвященные Хлебникову священником Александром Ашеровым: «Нельзя не приписать к достойным особой памяти покойного создателя святого храма сего мещанина Максима Ивановича Хлебникова. Он до старости и гроба пребывал девственником и любил посещать храм Божий».
В 1900 году в храме появилась икона Божией Матери «Всех скорбящих Радость», сооруженная на деньги крестьянина Алексея Котелина из деревни Нероново, нашедшего в сгоревшем доме кошель золотых монет времен Отечественной войны 1812 года. Крестьянин в благодарность за дар потратил средства на улучшение храма и погоста: была заказана икона Божией Матери «Всех скорбящих Радость», образы Спаса Нерукотворного, святителя Николая Чудотворца, преподобного Серафима Саровского; установлены лампады и подсвечники, сохранившиеся до сих пор. При храме Илии Пророка в начале XX века было открыто Ильинское общество трезвости с библиотекой-читальней, приобретенной на средства Лужецкого архимандрита Вениамина. В 1902 году был расширен по проекту Владимира Константиновича Филиппова. При посещении Можайска в 1912 году священномучеником Владимиром (Богоявленским), митрополитом Московским, ему в Ильинской церкви сослужили архимандрит Вениамин и настоятель Ильинского храма священник К. Н. Некрасов. Казначей общества, личный почетный гражданин А. А. Хлебников, от лица всех трезвенников приветствовал Владыку. Члены общества исполнили кантату «Призыв к трезвости». К 1916 году была возведена библиотека с 27 книгами, каменная сторожка, сарай и баня.
Новая глава в истории храма Святого Ильи Пророка началась после создания СССР. После Большевистского октябрьского переворота, когда в 1920—1930-е года множество храмов было разрушено или разорено, храму Ильи Пророка удалось избежать подобной участи, но на момент начала Великой Отечественной войны он был закрыт протоиереем Петром Соколовым. По данным В. Е. Анфилатова, храм в 1942 году был заминирован нацистскими солдатами, но не был взорван из-за действий войск 5-й армии генерала Л. А. Говорова. При отступлении, немцы взорвали Троицкий собор, Вознесенскую церковь, ряд других зданий. Многие каменные здания в центре города выгорели до крыши, но храм Святого Ильи Пророка чудом остался не взорванным, но получил повреждения от снарядов при освобождении города.
В 1955 году в храм в качестве настоятеля был назначен священник Борис Дмитриевич Пономарев, с приходом которого начались масштабные ремонтные работы по восстановлению священного места.
С 2000 года в храме проведены некоторые ремонтно-восстановительные работы: ремонт отопительной системы, обновление навершия колокольни и главного купола, реставрация и золочение крестов, обновление главных ворот. Богослужения совершаются по праздничным и воскресным дням. Перед совершением таинств проводятся катехизаторские беседы. При храме действует воскресная школа для взрослых.
На Ильинском кладбище возле храма много могил братии Лужецкого монастыря, есть братская могила, в которой погребено почти 2000 красноармейцев, погибших при освобождении Можайска.

## Настоятели
1. Василий Макаров (1629)
2. Григорий Васильев (1678)
3. Константин Некрасов (1902—1915; 1933—1937), расстрелянный по приговору «тройки» НКВД по ст. 58-10 УК РСФСР[8]. Канонизирован в 2000 г.[9]
4. Сергий Иванович Смородин (1915)
5. Пётр Соколов (временный настоятель на период закрытия храма до 1955 года[10])
6. Борис Пономарёв (февраль 1955 — убит 16 июля 1999)
7. Алексий Шляпин (2000 — 11 октября 2004)
8. Геннадий Кулагин (с 11 октября 2004 — 26 августа 2010)
9. иерей Алексий (с 2010 года[11])